# Ethernetový hub

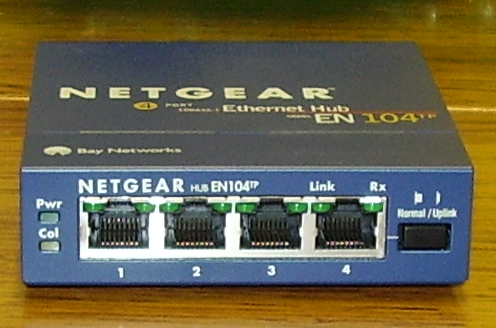
Čtyřportový ethernetový hub

Ethernetový hub nebo pouze hub [hab], česky rozbočovač, je aktivní prvek počítačové sítě, který umožňuje její větvení a je základem sítí s hvězdicovou topologií. Chová se jako opakovač. To znamená, že veškerá data, která přijdou na jeden z portů (zásuvek), zkopíruje na všechny ostatní porty, bez ohledu na to, kterému portu (počítači a IP adrese) data náleží. To má za následek, že všechny počítače v síti „vidí“ všechna síťová data a u větších sítí to znamená zbytečné přetěžování těch segmentů, kterým data ve skutečnosti nejsou určena. Nástupcem síťových rozbočovačů jsou síťové přepínače (switch), které síťový provoz inteligentně směrují (mají přehled o tom, který počítač je připojený ke kterému portu a data pak odešlou pouze na daný port). Hub pracuje na fyzické vrstvě (1. vrstva) modelu OSI. Některé huby obsahují BNC a/nebo AUI konektory pro připojení 10BASE2 nebo 10BASE5 zařízení do segmentu.
V současné době (10/2022) se huby již nevyrábějí a nalezneme je jen ve starších rozvodech, kde je postupně nahrazují síťové přepínače, které nabízejí vyšší bezpečnost přenášených dat - u hubů mohl vidět jakýkoliv uživatel sítě veškerou síťovou komunikaci, u přepínačů toto není (tak jednoduše) možné.

## Technické informace
Hub je velmi jednoduché aktivní síťové zařízení. Nijak neřídí provoz, který skrz něj prochází. Signál, který do něj vstoupí, je obnoven a vyslán všemi ostatními porty. Zpoždění je proto pouze 1 bit, takže na rozdíl od síťového přepínače způsobuje hub nižší latenci. Na hubu jsou typicky signalizační LED diody, podle kterých se dá snadno zjistit vadné spojení.
K tomu, aby byly síťové prvky schopny detekovat kolize, je počet hubů v síti omezen. Pro síť 10 Mbit/s je počet segmentů omezen na 5 (4 huby) mezi dvěma koncovými stanicemi. U sítě 100 Mbit/s je limit snížen na 3 segmenty (2 huby). Některé huby mají speciální port, který umožňuje jejich slučování, takže se navenek chovají jako jeden.

## Použití
Huby jsou dnes již na ústupu, jsou nahrazovány modernějšími a chytřejšími přepínači, přesto mohou být huby v některých případech užitečné:
- Protokolový analyzér připojený k přepínači nemusí vždy přijmout všechny požadované pakety, jelikož přepínač odděluje porty v různých segmentech. Připojením protokolového analyzéru k hubu můžeme monitorovat veškerý provoz v segmentu. (Některé dražší přepínače mohou být nakonfigurovány tak, aby z jednoho portu odposlechly každý příchozí a odchozí paket a předaly ho jinému portu (např. k prozkoumání, tzv. Port mirroring.)
- Některé počítačové clustery vyžadují, aby všechny počítače v clusteru obdržely stejné pakety. K tomuto účelu je hub ideální; u přepínače by byly zapotřebí speciální úpravy.
- Pokud je přepínač přístupný nezkušeným nebo nedbalým uživatelům (nebo i sabotérům), např. v konferenční místnosti, mohou ochromit celou síť tím, že propojí dva porty, čímž vytvoří smyčky. Pokud použijeme hub a propojíme dva porty, ochromíme pouze uživatele připojené k hubu, ne uživatele v celé síti.
- Hub s 10BASE2 konektorem je pravděpodobně nejsnadnější a nejlevnější cestou, jak připojit zařízení, které podporují pouze standard 10BASE2, s moderní sítí (přepínače tento konektor většinou nemají). Totéž platí i pro spojování starých sítí, které používaly AUI port.